# 株洲西门子牵引设备
株洲西門子牽引設備有限公司（英語：Siemens Traction Equipment Ltd., Zhuzhou，简称STEZ），位于中国湖南省株洲市石峰区，是由德国西门子公司与南车株洲电力机车有限公司、株洲南车时代电气股份有限公司共同投资的中外合资企业，主营业务包括提供电力机车、城市轨道交通车辆的交流传动牵引系统关键部件。
1998年11月26日，德国西门子（中国）有限公司与株洲电力机车厂、株洲电力机车研究所共同投资设立了株洲西門子牽引設備有限公司，总投资为3.4亿元人民币，注册资本2.2亿元人民币，其中株洲电力机车厂出资7016万元人民币，占股32%；株洲电力机车研究所出资3727万元人民币，占股17%；德国西门子（中国）有限公司出资1.12亿元人民币，占股51%。2008年9月，南车株洲电力机车有限公司下属子公司株洲南车时代电气股份有限公司，以1854万人民币收购株洲西门子牵引设备公司的29%股权，分别来自南车株洲电力机车研究所公司所持的17%股权，以及南车株洲电力机车所持的12%股权。同时，株洲南车时代并向西门子（中国）有限公司收购株洲西门子公司另外1%的股权。收购完成后，株洲南车时代电气股份有限公司的持股量增至30%，成为其第二大股东。

## 外部連結
- 西门子公司：株洲西门子牵引设备有限公司（STEZ）
- 中国南车集团